# Matt Moore (acteur)
Pour les articles homonymes, voir Matt Moore et Moore.
Matt Moore est un acteur et réalisateur américain d'origine irlandaise, né Matthew Moore, le 8 janvier 1888 à Kells (Irlande), et mort le 21 janvier 1960 à Hollywood (Californie, États-Unis).

## Biographie
Comme ses frères Tom, Owen et Joe (1895-1926), Matt Moore a émigré vers les États-Unis où ils menèrent des carrières réussies dans l’émergente industrie du cinéma d'Hollywood.
Il fait ses débuts dans le court-métrage Tangled Relations en 1912.
En 1913, il obtient un rôle plus important dans Traffic in Souls.
Au fur et à mesure, il a de moins en moins de rôles, tout en restant actif dans l'industrie cinématographique.
Il meurt à l'âge de 72 ans à Hollywood.

## Filmographie

### comme acteur
- 1912 : Tangled Relations : The Minister
- 1913 : Just a Fire Fighter
- 1913 : The Jealousy of Jane
- 1913 : A Possibility
- 1913 : The Yogi
- 1913 : Mating
- 1913 : In Search of Quiet : Robert Morton, romancier
- 1913 : The Pursuit of Jane
- 1913 : The Manicure
- 1913 : None But the Brave Deserve the --? : Bob Bruce
- 1913 : In Peril of the Sea
- 1913 : Their Parents
- 1913 : The Winner
- 1913 : Hidden Fires : Matthew Moore, un jeune pêcheur
- 1913 : The Girl o'the Woods : Hal Cameron
- 1913 : Big Sister
- 1913 : The Spender
- 1913 : His Wife's Child
- 1913 : Who Killed Olga Carew?
- 1913 : Where the Hop Vine Twines
- 1913 : Traffic in Souls : Agent de police Burke (Agent 4434)
- 1913 : Unto the Third Generation
- 1913 : Plain Jane
- 1913 : Influence of Sympathy
- 1913 : A Girl and Her Money : A Poor Clerk
- 1914 : A Singular Sinner
- 1914 : The Coryphee
- 1914 : The Romance of a Photograph
- 1914 : The False Bride
- 1914 : The Law's Decree
- 1914 : The Stepmother
- 1914 : The Honeymooners : Matt Blair
- 1914 : Diplomatic Flo
- 1914 : The Little Mail Carrier
- 1914 : Pawns of Destiny
- 1914 : A Disenchantment
- 1914 : The Bribe
- 1914 : The Doctor's Testimony
- 1914 : Her Ragged Knight
- 1914 : The Mad Man's Ward
- 1914 : The Honor of the Humble
- 1914 : Counterfeiters
- 1914 : A Mysterious Mystery
- 1914 : The Woman Who Won
- 1914 : For the People
- 1915 : The Beautiful Unknown
- 1915 : Father's Strategy
- 1915 : How She Fooled Aunty
- 1915 : The Laugh That Died
- 1915 : A Photoplay Without a Name, or: A $50.00 Reward
- 1915 : The Unhidden Treasure
- 1915 : Mary's Duke
- 1915 : The Rustle of a Skirt
- 1915 : The Honor of the Ormsbys
- 1915 : The Girl Who Had a Soul
- 1915 : A Witch of Salem Town
- 1915 : The Judgement of Men
- 1915 : A Daughter of the Nile
- 1915 : Circus Mary
- 1915 : The Little Lady Across the Way
- 1915 : When Love Laughs
- 1916 : Vanity Thy Name Is?
- 1916 : Plot and Counter Plot
- 1916 : Her Invisible Husband
- 1916 : The Poet's Progress
- 1916 : Why Mrs. Kentworth Lied
- 1916 : A Double Fire Deception : Sam
- 1916 : His Little Story
- 1916 : A Singular Cynic
- 1916 : Blind Man's Bluff
- 1916 : The River Goddess
- 1916 : A Stranger in His Own Home
- 1916 : Infamie
- 1916 : Ashamed of the Old Folks
- 1916 : Jane's Choice
- 1916 : A Story from Life
- 1916 : Vingt Mille Lieues sous les mers (20,000 Leagues Under the Sea) : Lt. Bond
- 1917 : Fille d'Écosse (The Pride of the Clan) : Jamie Campbell
- 1917 : Homeless
- 1917 : The Blood-Stained Hand
- 1917 : A Studio Cinderella
- 1917 : The Fireman's Bride : Le pompier
- 1917 : An Hour of Terror
- 1917 : David Craig's Luck
- 1917 : Pots and Poems
- 1917 : Breaking the Family Strike
- 1917 : She Married Her Husband
- 1917 : One Bride Too Many
- 1917 : The Brass Girl
- 1917 : La Romanichelle (Runaway, Romany) : Bud Haskell
- 1918 : Stake Uncle Sam to Play Your Hand
- 1918 : The Wall Invisible
- 1918 : L'Auberge isolée (Heart of the Wilds) de Marshall Neilan : Val Galbraith
- 1919 : A Wild Goose Chase
- 1919 : The Bondage of Barbara : Harry Chambers
- 1919 : Getting Mary Married : Ted Barnacle
- 1919 : The Unpardonable Sin : Nol Windsor
- 1919 : The Unwritten Code : Dick Tower
- 1919 : Sahara : John Stanley
- 1919 : The Dark Star : Prince Alak
- 1919 : The Glorious Lady : Duc de Loame
- 1919 : A Regular Girl : Robert King
- 1920  : Ne vous mariez jamais (Don't Ever Marry) de Marshall Neilan et Victor Heerman : Joe Benson
- 1920 : Whispers : Pat Darrick
- 1920 : The Sport of Kings : Sale Kernan
- 1920 : Hairpins : Rex Rossmore
- 1920 : Love Madness : Lloyd Norwood
- 1920 : Everybody's Sweetheart
- 1921 : The Passionate Pilgrim de Robert G. Vignola : Henry Calverly
- 1921 : Straight Is the Way : Cat' Carter
- 1921 : The Miracle of Manhattan : Larry Marshall
- 1921 : A Man's Home : Arthur Lynn
- 1922 : Back Pay : Jerry Newcombe
- 1922 : Sisters d'Albert Capellani : Peter Joyce
- 1922 : La Tourmente (The Storm), de Reginald Barker : Dave Stewart
- 1922 : The Jilt : George Prothero
- 1922 : Minniede Marshall Neilan et Frank Urson  : Newspaperman
- 1923 : La Marchande de rêves (Drifting) : Capt. Arthur Jarvis
- 1923 : Les Étrangers de la nuit (Strangers of the Night) de Fred Niblo : Ambrose Applejohn
- 1923 : Les Fauves (White Tiger) de Tod Browning : Dick Longworth
- 1924 : No More Women (en) de Lloyd Ingraham : Peter Maddox
- 1924 : The Breaking Point : Judson Clark
- 1924 : A Self-Made Failure (en) de William Beaudine : John Steele
- 1924 : Fools in the Dark : Percy Schwartz
- 1924 : The Wise Virgin : Bob Hanford
- 1924 : Another Man's Wife : Phillip Cochran
- 1924 : A Lost Lady, de Harry Beaumont : Neil Herbert
- 1925 : Un grand timide (The Narrow Street) de William Beaudine : Simon Haldane
- 1925 : The Way of a Girl de Robert G. Vignola : George
- 1925 : How Baxter Butted In : Henry Baxter
- 1925 : Grounds for Divorce : Maurice Sorbier
- 1925 : Le Club des trois (The Unholy Three) : Hector MacDonald
- 1925 : His Majesty, Bunker Bean : Bunker Bean
- 1925 : Where the Worst Begins : Donald Van Dorn
- 1925 : Three Weeks in Paris : Oswald Bates
- 1926 : His Jazz Bride : Dick Gregory
- 1926 : Giboulées conjugales (The First Year), de Frank Borzage : Tom Tucker
- 1926 : Pourvu que ça dure (The Caveman) de Lewis Milestone : Mike Smagg
- 1926 : Le Diable par la queue (Early to Wed) de Frank Borzage : Tommy Carter
- 1926 : The Mystery Club : Dick Bernard
- 1926 : Diplomacy : Robert Lowry
- 1926 : Célibataires d'été (Summer Bachelors) de Allan Dwan : Walter Blakely
- 1927 : The Honorable Mr. Buggs : Mr. Buggs
- 1927 : Tillie the Toiler de Hobart Henley : Mac
- 1927 : Married Alive : Charles Orme
- 1928 : Phyllis of the Follies : Howard Decker
- 1928 : Méfiez-vous des blondes (Beware of Blondes) : Jeffrey
- 1928 : Dry Martini : Freddie Fletcher
- 1929 : Coquette : Stanley 'Stan' Wentworth
- 1929 : Le Dernier Voyage (Side Street) de Malcolm St. Clair : John O'Farrell
- 1930 : Call of the West : Lon Dixon
- 1930 : The Squealer : John Sheridan
- 1931 : The Front Page : Ernie Kruger
- 1931 : Stout Hearts and Willing Hands
- 1931 : Penrod and Sam : Henry Schofield
- 1931 : Consolation Marriage : Le Colonel
- 1932 : Cock of the Air (en) de Tom Buckingham : Terry
- 1932 : Pluie (Rain) : Dr. MacPhail
- 1932 : Pride of the Legion : Cavanaugh
- 1932 : Little Orphan Annie : Dr. Griffiths
- 1933 : The Deluge : Tom, un survivant
- 1934 : All Men Are Enemies : Allerton
- 1934 : Such Women Are Dangerous : George Ryan
- 1936 : Transatlantic Follies (Anything Goes), de Lewis Milestone : Capitaine McPhail
- 1936 : Absolute Quiet : Tom, le pilote
- 1939 : Bad Boy : Henchman
- 1939 : Bataille rangée (en) (Range War)  de Lesley Selander : Jim Marlow
- 1940 : Santa Fe Marshal (en) de Lesley Selander
- 1941 : The Trial of Mary Dugan : Bailiff
- 1941 : My Life with Caroline : Walters, Mason's Butler
- 1941 : Unexpected Uncle : Detective
- 1942 : The Vanishing Virginian : Chas. Inglestadt
- 1942 : Mokey : Mr. Pennington
- 1942 : The Mayor of 44th Street : Jerry, Office Clerk
- 1943 : Harrigan's Kid : Racing Judge
- 1943 : Dr. Gillespie's Criminal Case : Harper
- 1943 : Happy Land : Mr. Prentiss
- 1944 : Wilson de Henry King : Albert S. Burleson, Postmaster General
- 1944 : Madame Parkington (Mrs. Parkington) : Guest at Ball
- 1945 : La Maison du docteur Edwardes (Spellbound) d'Alfred Hitchcock : Policier à la gare
- 1945 : She Went to the Races : Duffy, Hilda's Trainer
- 1946 : The Hoodlum Saint : Father Duffy
- 1946 : Love Laughs at Andy Hardy : Traffic Policeman
- 1948 : L'Indomptée (B.F.'s Daughter) : Connecticut Mansion Butler
- 1948 : Ce bon vieux Sam (Good Sam) : Mr. Butler
- 1948 : Jeanne d'Arc (Joan of Arc) : Juge Courneille
- 1949 : Neptune's Daughter : Official
- 1949 : La Dynastie des Forsyte (That Forsyte woman) : Timothy Forsyte
- 1949 : Malaya : George, Prison Official
- 1950 : Une rousse obstinée (The Reformer and the Redhead) : Parkers' Butler
- 1950 : Le Chevalier de Bacchus (The Big Hangover) : Mr. Rumlie
- 1950 : The Happy Years : Travers Family Butler
- 1950 : Le Mystère de la plage perdue (Mystery Street) : Dr. Rockton
- 1951 : Grounds for Marriage : Critic
- 1951 : Three Guys Named Mike : Mr. Tannen
- 1951 : Le Grand Caruso (The Great Caruso) : Max, the Portier
- 1951 : L'Amant de Lady Loverly (The Law and the Lady) : Senateur Scholmm
- 1951 : Too Young to Kiss : Charles, Wainwright's Butler
- 1952 : Invitation : Paul, the Butler
- 1952 : Capitaine sans loi (Plymouth Adventure) : William Mullins
- 1953 : Scandal at Scourie : Kenston
- 1953 : Latin Lovers : George (Paul's butler)
- 1953 : Le Vol du diamant bleu (The Great Diamond Robbery) : Prêtre
- 1954 : Yankee Pasha
- 1954 : La Tour des ambitieux (Executive Suite) : Servant
- 1954 : Les Sept Femmes de Barbe-Rousse (Seven Brides for Seven Brothers) : Oncle de Ruth
- 1954 : La Dernière Fois que j'ai vu Paris (The Last Time I Saw Paris) : un Anglais
- 1955 : The King's Thief : Gentleman
- 1956 : The Birds and the Bees
- 1956 : Le Trouillard du Far West (Pardners)
- 1956 : These Wilder Years : Ed, the Gateman
- 1957 : La Femme modèle (Designing Woman) : Stage Doorman
- 1957 : Elle et lui (An Affair to Remember) : Father McGrath
- 1957 : Pour elle un seul homme (The Helen Morgan Story) : Bum
- 1958 : J'enterre les vivants (I Bury the Living) : Charlie Bates

### comme réalisateur
- 1915 : The Picture of Dorian Gray
- 1915 : The Little Lady Across the Way
- 1916 : Her Invisible Husband
- 1916 : The Poet's Progress
- 1916 : Why Mrs. Kentworth Lied
- 1916 : His Little Story
- 1916 : The River Goddess
- 1916 : A Stranger in His Own Home
- 1916 : Infamie (The Come On)
- 1916 : Ashamed of the Old Folks
- 1916 : Jane's Choice
- 1916 : A Story from Life
- 1917 : A Studio Cinderella
- 1917 : The Fireman's Bride
- 1917 : David Craig's Luck
- 1917 : Pots and Poems
- 1917 : Breaking the Family Strike
- 1917 : She Married Her Husband
- 1917 : One Bride Too Many
- 1917 : The Brass Girl